# Puchar Interkontynentalny w Lekkoatletyce 2010 – skok wzwyż mężczyzn
Skok wzwyż mężczyzn – jedna z konkurencji rozegranych podczas pucharu interkontynentalnego w Splicie. Skoczkowie rywalizowali 4 września – pierwszego dnia zawodów.

## Rezultaty
| Poz. | Zawodnik               | Reprezentacja  | 1.98 | 2.07 | 2.15 | 2.21 | 2.25 | 2.28 | 2.31 | Rezultat |
| ---- | ---------------------- | -------------- | ---- | ---- | ---- | ---- | ---- | ---- | ---- | -------- |
| 1.   | Rashid Ahmed Al-Mannai | Azja i Oceania | -    | o    | o    | xo   | xo   | o    | xxx  | 2.28 PB  |
| 2.   | Donald Thomas          | Ameryka        | -    | -    | o    | o    | xo   | xxo  | xxx  | 2.28     |
| 3.   | Martyn Bernard         | Europa         | -    | -    | xxo  | xo   | o    | xxx  |      | 2.25     |
| 4.   | Kabelo Kgosiemang      | Afryka         | -    | -    | o    | o    | xo   | xxx  |      | 2.25     |
| 5.   | Lee Hup Wei            | Azja i Oceania | -    | o    | xxo  | xxo  | xo   | xxx  |      | 2.25     |
| 6.   | Dusty Jonas            | Ameryka        | -    | -    | xo   | xo   | xxx  |      |      | 2.21     |
| 7.   | Mihail Dudaš           | Europa         | o    | xxx  |      |      |      |      |      | 1.98     |
| 8.   | Larbi Bouraada         | Afryka         | xxx  |      |      |      |      |      |      | NM       |